# Feliciana Enríquez de Guzmán
Feliciana Enríquez de Guzmán (Sevilla, 1572-1644) fue una dramaturga y poetisa española del Siglo de Oro.

## Vida
Poco se conoce sobre la vida de esta autora. Las cláusulas de su testamento dejan adivinar una personalidad fuerte, piadosa y atenta a los más necesitados. Quizá sea falsa la historia, que recogió Lope de Vega en la silva 3.ª de su Laurel de Apolo, en que se hace alusión a las aventuras de una tal doña Feliciana que estudió en la Universidad de Salamanca disfrazada de hombre y en su tercer año se enamoró de un estudiante (quizá su segundo marido), logró graduarse en teología y astrología y, descubierta, tuvo que declarar su sexo y volver a Sevilla, lo que parece casi uno de los argumentos con mujer travestida del propio Lope, quien no simpatizaba con las ideas dramáticas de la autora, pero sí con la dama en persona, como solía:

Mintiendo su nombre/ y transformada en hombre,/ oyó Filosofía / y, por curiosidad, Astrología [...] / Y, de aquella científica academia / mereció los laureles con que premia, / no de otra suerte que a Platón divino/ aquella celebrada Mantinea / que en forma de varón a Grecia vino [...] / tan bizarro galán y gentil hombre, / que, con notable gracia entretenía / damas que, con amores y desvelos / a unas daba favores y a otras celos / haciendo que muriesen en la fuente / que de Narciso, por su error, se nombra / enamoradas de su propia sombra.

Sin embargo el hecho está autentificado por un discípulo de Lope, Tirso de Molina –Gabriel Téllez-, quien aludió a él en El amor médico: "¿Siempre han de estar las mujeres / sin pasar la raya estrecha / de la aguja y la almohadilla? / Celebre alguna Sevilla / que en las ciencias aprovecha"; el argumento de esta pieza es paralelo y hace estudiar a la protagonista en Coímbra, no en Salamanca. Es más, este avatar de doña Feliciana habría inspirado, al parecer, el argumento de la pieza de Antonio Mira de Amescua La Fénix de Salamanca, cuya protagonista, vestida de hombre, había burlado las prohibiciones de la época que impedían seguir estudios universitarios a las mujeres. El caso es que, tras varios fracasos sentimentales, se casó dos veces, la primera con Cristóbal Ponce de Solís y Farfán, fundador de una capellanía de la que su mujer fue patrona, y la segunda en 1619 con un famoso abogado, Francisco de León Garavito, que al parecer la hizo feliz y de quien en 1630 ya era viuda.

## Obra
Imprimió su Tragicomedia de los jardines y campos sabeos, primera y segunda parte, con diez coros y cuatro entreactos (Coímbra: Jácome Carvalho, 1624, la primera parte; Lisboa: Pedro Crasbeeck, 1624, la segunda; hay reimpresiones posteriores), dedicada a sus dos hermanas monjas en el convento de Santa Inés de Sevilla. Su prólogo, en verso suelto, teoriza sobre el teatro y es importante porque se opone radicalmente al Arte nuevo de hacer comedias (1609) de Lope de Vega y, según observa don Marcelino Menéndez y Pelayo en su Historia de las ideas estéticas en España, cap. X, al contrario que los otros neoclásicos españoles del siglo XVI "dio tanta importancia a la unidad de lugar como a la de tiempo"; también critica las comedias de su época en una Carta ejecutoria con que concluye la tragicomedia, cuyo argumento es el propio de un libro de caballerías. Lo más original son los entreactos en prosa, titulados Las gracias mohosas, en que prefigura el feísmo expresionista de Valle-Inclán haciendo desfilar ridículos pretendientes a unas damas no menos ridículas. Otras comedias suyas no se han hallado, aunque se sabe que escribió además una pieza titulada Las doncellas de Símancas. Como poetisa es muy diestra y bien inspirada, de suerte que mereció por ello los elogios del propio Lope de Vega. Por cierto que en su comedia incluye un complejísimo Laberinto que contiene un homenaje cifrado a su segundo marido. Se han recogido, entre otros poemas, unas décimas que incluyó en una obra de su segundo marido, Información en Derecho por la puríssima y limpíssima Concepción de la Virgen María (1625), el soneto Las Bodas de Maya y Clarisel, la ya mencionada Censura de las antiguas comedias españolas en verso suelto y el precioso madrigal El sueño de Gelita.